# 파쇄대
파쇄대(破碎帶, Fracture zone)는 해저에 있는 선형 지형으로, 종종 수백에서 수천 킬로미터에 달하는 길이이다. 파쇄대는 어긋난 해령 축 부분의 지질학적 작용으로 발생한다. 이는 판 구조론의 결과이다. 활동적인 변환 단층 양쪽의 암석권판은 반대 방향으로 움직이며, 이곳에서 주향 이동 단층 활동이 발생한다. 파쇄대는 변환 단층을 지나 해령 축에서 멀리 떨어져 있으며, 일반적으로 지진 활동이 없지만 (두 판 부분이 같은 방향으로 움직이기 때문에), 구역 양쪽의 지각 연령 차이에서 주로 변환 단층 활동의 증거를 보일 수 있다.
실제 사용에서는 파쇄대와 일치하는 많은 변환 단층이 기술적으로는 아니지만 종종 느슨하게 "파쇄대"로 언급된다. 이들은 다른 지질 구조와 관련될 수 있으며, 나중에 발생하는 지각 활동으로 섭입되거나 왜곡될 수 있다. 파쇄대는 일반적으로 수심 측량, 중력이상 및 지구자기역전 연구를 통해 정의된다.

## 구조 및 형성
해령은 발산형 판 경계이다. 어긋난 해령 양쪽의 판이 움직이면서 두 해령 사이의 어긋난 부분에 변환 단층이 형성된다.
파쇄대와 이를 형성하는 변환 단층은 별개이지만 서로 관련이 있는 지형이다. 변환 단층은 판 경계로, 단층의 양쪽은 서로 다른 판에 속한다. 반면, 해령-해령 변환 단층 외부에서는 양쪽의 지각이 같은 판에 속하며, 접합부를 따라 상대적인 움직임은 없다. 따라서 파쇄대는 서로 다른 연령의 해양 지각 지역 사이의 접합부이다. 더 젊은 지각은 일반적으로 열적 부력 증가로 인해 더 높기 때문에, 파쇄대는 수백 또는 수천 킬로미터에 걸쳐 지형적으로 뚜렷할 수 있는 중간의 협곡과 함께 고도 차이가 나타난다.

## 지질학적 중요성

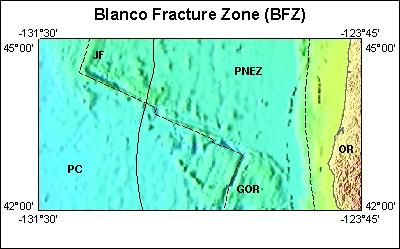
블랑코 파쇄대 지도

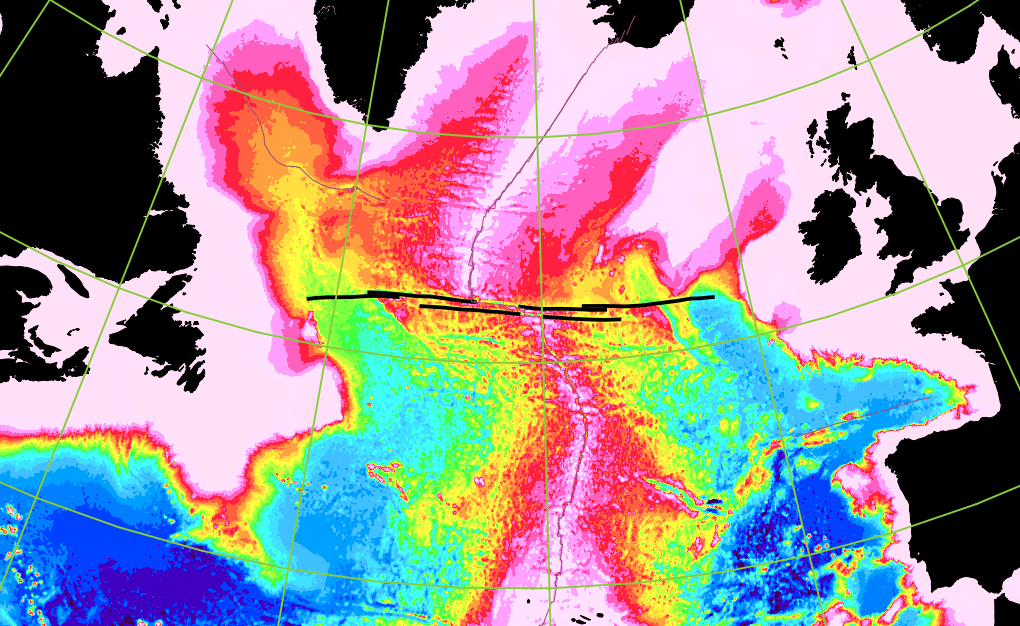
북대서양의 수심 측량 지도. 찰리-깁스 파쇄대의 전체 범위 (이미지 중앙의 수평 검은선)를 보여준다.

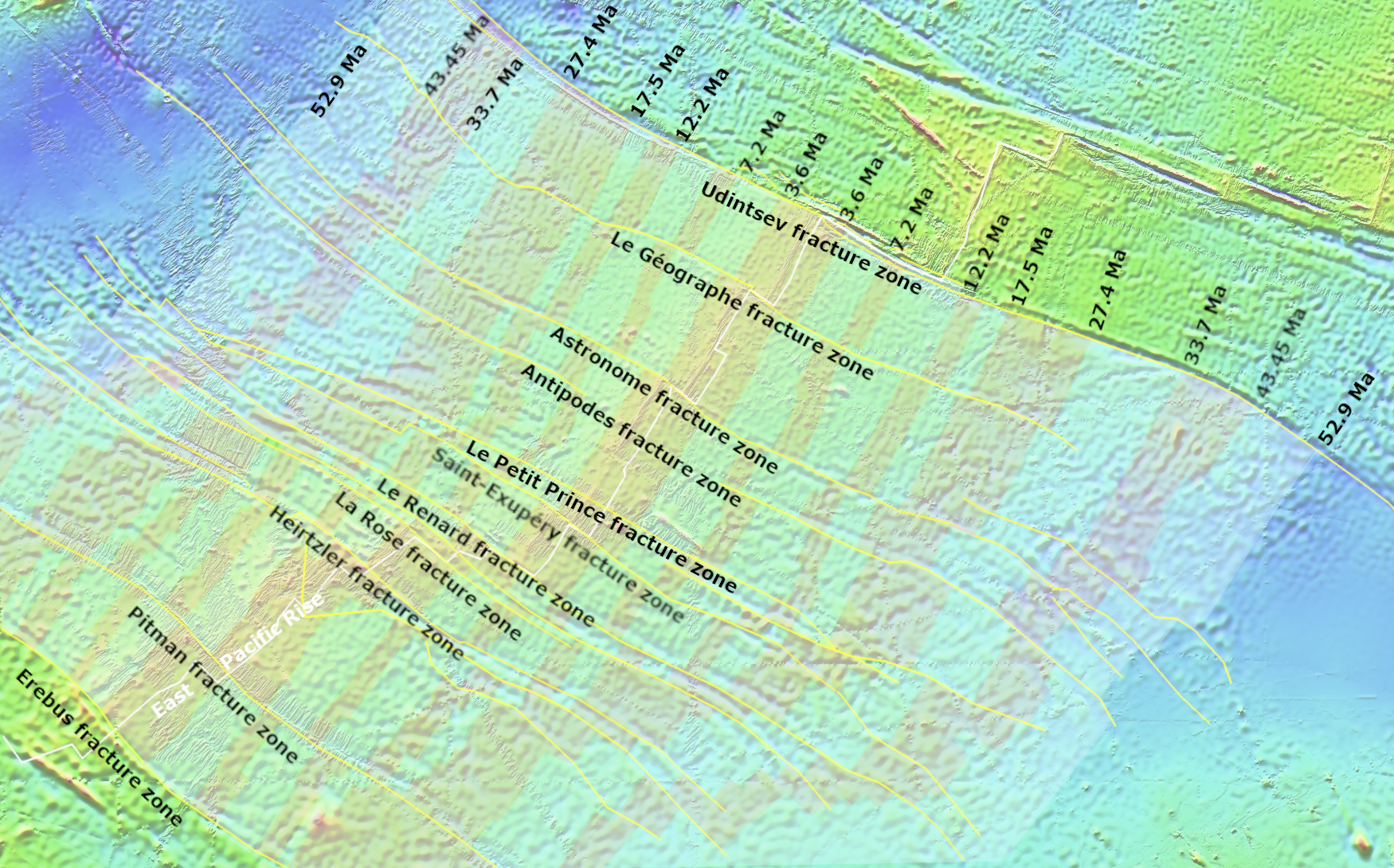
하이르츨러 파쇄대 근처 동태평양 해팽의 고지자기층서학, 해저 확장 연령 (백만 년) 표시

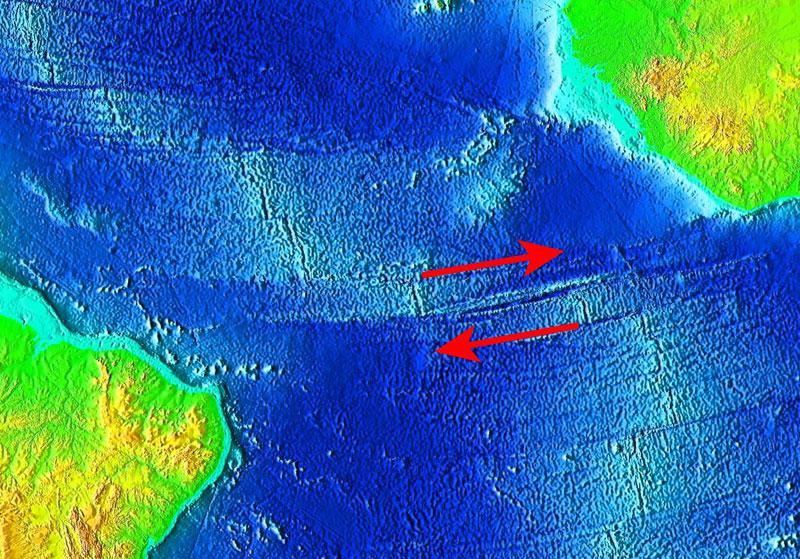
로망슈 파쇄대, 붉은 화살표는 지각판의 이동 방향을 나타낸다.

해저의 많은 지역, 특히 대서양은 현재 활동적이지 않기 때문에 과거의 판 운동을 찾는 것은 어려울 수 있다. 그러나 파쇄대를 관찰함으로써 과거 판 운동의 방향과 속도를 모두 결정할 수 있다. 이는 해저의 자기 줄무늬 패턴(시간에 따른 지구 자기장 역전의 결과)을 관찰함으로써 파악할 수 있다. 자기 줄무늬의 어긋남을 측정하여 과거 판 운동의 속도를 결정할 수 있다. 유사한 방법으로, 파쇄대 양쪽의 해저 지반의 상대 연령을 사용하여 과거 판 운동의 속도를 결정할 수 있다. 유사한 연령의 해저가 얼마나 어긋나 있는지 비교하여 판이 얼마나 빨리 움직였는지 파악할 수 있다.

## 예시

### 블랑코 파쇄대
블랑코 파쇄대는 후안데푸카 해령과 고르다 해령 사이에 있는 파쇄대이다. 이 파쇄대의 주요 특징은 길이 150 km의 블랑코 해령으로, 이는 약간의 경사 이동 단층 성분을 가진 고각의 우수향 주향 이동 단층이다.

### 찰리-깁스 파쇄대
찰리-깁스 파쇄대는 북대서양에 있는 두 개의 파쇄대로 구성되며, 총 2,000 km 이상 뻗어 있다. 이 파쇄대는 대서양 중앙 해령을 서쪽으로 총 350 km 이동시킨다. 두 파쇄대 사이의 대서양 중앙 해령 부분은 지진 활동이 활발하다. 주요 북대서양 해류의 흐름은 이 파쇄대와 관련이 있으며, 이곳에는 다양한 심해 생태계가 존재한다.:3

### 하이르츨러 파쇄대
하이르츨러 파쇄대는 고지자기층서학을 통해 아이슬란드 남쪽에서 대서양 중앙 해령이 확장되고 있음을 처음으로 입증하여 판 구조론에 대한 첫 번째 명확한 증거를 제공한 제임스 랜섬 하이르츨러의 이름을 따서 명명된 파쇄대이다. 이 이름은 1993년 해저 지명 자문 위원회에서 승인되었다. 하이르츨러 파쇄대 주변 지역과 동태평양 해팽의 남서부인 태평양-남극 해령은 다른 기술들 중에서도 고지자기층서학(이 페이지의 그림 참조)으로 상세하게 매핑되었다.

### 멘도시노 파쇄대
멘도시노 파쇄대는 캘리포니아 해안에서 4,000 km 이상 뻗어 있으며 태평양판과 고르다판을 분리하는 파쇄대이다. 파쇄대 북쪽의 수심은 남쪽보다 800에서 1,200 m 얕으며, 이는 해령 북쪽의 해저가 더 젊다는 것을 시사한다. 지질학적 증거도 이를 뒷받침하는데, 해령 북쪽의 암석이 남쪽보다 2300만~2700만 년 더 젊다는 사실이 밝혀졌다.

### 로망슈 파쇄대
로망슈 해구라고도 불리는 이 파쇄대는 북대서양과 남대서양을 분리한다. 이 해구는 깊이 7,758 m, 길이 300 km, 폭 19 km에 달한다. 이 파쇄대는 대서양 중앙 해령을 640 km 이상 어긋나게 한다.

### 소반코 파쇄대
소반코 파쇄대는 북태평양의 후안데푸카 해령과 익스플로러 해령 사이에 있는 우향 이동 변환 단층이다. 이 파쇄대는 길이 125 km, 폭 15 km이다.

## 같이 보기
- 판 재구성
- 대양